# プラスマイナス大爆発
『プラスマイナス大爆発』（プラスマイナスだいばくはつ）は、里中満智子による日本の漫画作品。

## 概要
『なかよし』（講談社）にて1976年6月号別冊付録なかよしまんが文庫に連載された。

## 書誌情報
- プラスマイナス大爆発、初版発行日 1977年2月5日
  - マリアマリア